# Le Placard
Le Placard is een Franse film van Francis Veber die werd uitgebracht in 2001.
Le Placard is de vijfde film die François Pignon als hoofdpersonage heeft. Pignon is een vriendelijke maar sullige, onhandige en naïeve man. Hij  werd als personage bedacht door Veber zelf. Na Le Dîner de cons is Le Placard de meest succesvolle Pignonfilm. In 2001 werd de film aan de Franse kassa de derde bestverkopende Franse film na Le Fabuleux Destin d'Amélie Poulain en La Vérité si je mens! 2.
De titel maakt een toespeling op de Franse uitdrukking 'sortir du placard' of uit de kast komen.

## Samenvatting
François Pignon is een gescheiden man. Zijn zoon wil hem amper zien omdat hij zo'n onbeduidende vader heeft. Pignon is een wat onbeholpen sul die als boekhouder werkzaam is in een rubberfabriek. De andere werknemers negeren hem en als ze dat niet doen nemen ze hem in de maling. Op een dag is de directie van plan hem te ontslaan.
Wanneer Pignon thuis uit wanhoop op het punt staat uit het raam te springen brengt Belone, zijn nieuwe buurman, hem op een schitterend idee. Belone, een gepensioneerde homoseksuele psycholoog, raadt François aan zich op zijn werk voor te doen als homoseksueel. De collega's beginnen hem anders te bekijken, zelfs de hondsbrutale macho, personeelschef Santini, wil 'politiek correct' zijn en zijn vriend worden. Wanneer Pignons seksuele geaardheid directeur Kopel ter ore komt trekt hij diens ontslag in. Hij wil immers vermijden dat zijn bedrijf doorgaat voor discriminatoir. Hij wil Pignon echter vooral gebruiken als speerpunt in zijn nieuwste publiciteitscampagne voor condooms, het commercieel paradepaardje van zijn fabriek.

## Rolverdeling
| Acteur               | Personage                                  |
| -------------------- | ------------------------------------------ |
| Daniel Auteuil       | François Pignon                            |
| Gérard Depardieu     | Félix Santini, de personeelschef           |
| Thierry Lhermitte    | Guillaume                                  |
| Michèle Laroque      | juffrouw Bertrand, Pignon's overste        |
| Michel Aumont        | Belone, de (nieuwe) buurman van Pignon     |
| Jean Rochefort       | Kopel, de directeur van het bedrijf        |
| Alexandra Vandernoot | Christine Pignon, de ex-vrouw van François |
| Stanislas Crevillen  | Franck Pignon, de zoon van François        |
| Michèle Garcia       | mevrouw Santini                            |